# Stewart Tritle
John Stewart Tritle (Virginia City, 22 marzo 1871 – St. Petersburg, 7 marzo 1947) è stato un tennista statunitense.
Disputò i tornei di singolare e doppio di tennis ai Giochi olimpici di Saint Louis 1904. Nel torneo singolare fu sconfitto ai sedicesimi mentre nel torneo di doppio, assieme a Forest Montgomery, fu sconfitto agli ottavi.